# Peán

nákres rovného peánu

Peán (též pean, svorka či hemostat) je druh chirurgické cévní svorky, sloužící jako pomůcka pro zastavení krvácení. Jde o klíšťky s nůžkovými rukojeťmi a plochými štíhlými vroubkovanými čelistmi, vybavené fixačními ozubci. Ty vzájemným zaklesnutím udržují nástroj v zavřené poloze s definovaným stlačením a současně umožňují snadné a rychlé rozevření nástroje. Pojem peán se do jisté míry stal synonymem pro chirurgickou svorku a jsou jím (nesprávně) označovány všechny nástroje podobného tvaru.

## Nejobvyklejší modifikace
- rovný peán má přímé čelisti
- zahnutý peán má čelisti stočené do oblouku
- Rochester-Peanova svorka má čelisti, které se prakticky nezužují

Existuje např. pean na tampony, pean na šití, pean na sevření žíly (cévní svorka) a tak dále.
Jiné druhy peanů se nazývají kupř. Kocher (kochr) nebo peán na roušky (backhaus).